# 加利福尼亚共和国

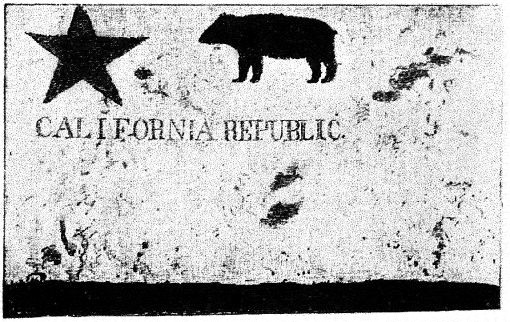
熊旗

加利福尼亚共和国（英語：California Republic），又称熊旗共和国（英語：Bear Flag Republic），是一个于1846年内短暂存在于今加利福尼亚州索诺马县周边区域的未受普遍承认的国家。加利福尼亚共和国来源于在墨西哥的美国移民发动的叛乱，仅存在25日后归入美国的军事管制之下。
1846年6月，33名先前未经允许就来到上加利福尼亚省的美国移民起事反叛墨西哥政府，美军上尉約翰·C·弗里蒙特暗中鼓动了此事。“加利福尼亚共和国”一词只出现在叛军在索诺马升起的熊旗上，反映了叛军建立共和政体的愿望；但叛军只选出了军事领导人，从未建立过真正的政府体系。1846年7月5日，约100至200人组成的叛军被编入約翰·弗里蒙特治下的加利福尼亚营。7月9日，美国国旗在索诺马县兵营升起，加利福尼亚共和国完全不再存在。
加利福尼亚共和国首任及末任领导人为威廉·B·艾迪。
带有“加利福尼亚共和国”字样的熊旗现为加利福尼亚州州旗，但其设计与原版有所不同。

## 熊旗起义的背景

### 上加利福尼亚省的管理
到 1845-46 年，上加利福尼亚在墨西哥独立后的二十五年里基本上被墨西哥所忽视。加利福尼亚已经演变成一个半自治地区，加利福尼亚人之间公开讨论加利福尼亚是应该留在墨西哥、寻求独立还是并入英国、法国或美国。1845 年，加州人强行驱逐了墨西哥派遣的新任总督、广受憎恨的曼努埃尔-米歇尔托雷纳（Manuel Micheltorena）。由于加州先驱约翰-马什的行动，他的军队在普罗维登西亚战役（又称第二次卡文加山口战役）中被击败。这导致加利福尼亚人皮奥-皮科重返总督之位。皮科统治着圣路易斯-奥比斯波以南的地区，他的首府位于波尔琴库拉河畔的天使女王圣母镇，即现在的洛杉矶。圣路易斯奥比斯波镇以北地区由上加利福尼亚指挥官何塞-卡斯特罗控制，总部设在蒙特雷附近，这里是传统的首府，也是海关所在地。皮科和卡斯特罗私下互不喜欢，很快就因为海关收入的控制权开始了不断升级的争执。

## 腳註
1. ↑  Bancroft, Hubert Howe. . San Francisco: History Publishing Company. 1886. 另見 History of California, VOL. V. 1846–1848
2. ↑  Lyman, George D. John Marsh, Pioneer: The Life Story of a Trail-Blazer on Six Frontiers, pp. 258–62, The Chautauqua Press, Chautauqua, New York, 1931.
3. ↑  Stone, Irving. Men to Match My Mountains, pp 68–72, Berkley Books, New York, New York, 1982. ISBN 0-425-10544-X.
4. ↑  Winkley, John W. Dr. John Marsh, Wilderness Scout, pp 66–69, The Parthenon Press, Nashville, Tennessee, 1962.
5. ↑  Stone, Irving. From Mud-Flat Cove to Gold to Statehood, pp 66–68, Word Dancer Press, Clovis, California, 1999. ISBN 1-884995-17-9.
6. ↑  Walker pp. 42–43